# Drunk History
Drunk History est une série télévisée humoristique américaine en 70 épisodes de 22 minutes créée par Derek Waters et Jeremy Konner, diffusée entre le 9 juillet 2013 et le 6 août 2019 sur la chaîne Comedy Central et sur The Comedy Network au Canada.
Cette série est inédite dans tous les pays francophones.

## Synopsis
La série montre des stars qui participent à des reconstitutions historiques, dont les narrateurs sont complètement ivres. Il y a une version anglaise, australienne et récemment mexicaine de cette série.
Avec Derek Waters (en) cocréateur de la série qui joue également son propre rôle, ainsi que Sarah Burns.

## Distribution
- Derek Waters (en)
- Bennie Arthur
- Maria Blasucci (en)
- Craig Cackowski
- Tymberlee Hill (en)
- Jeremy J. Tutson
- Michael Coleman
- Tim Baltz
- Mort Burke
- Sarah Burns
- Michael Daniel Cassady
- Adam Nee

## Épisodes

### Première saison (2013)
1. Washington, DC
2. Chicago
3. Atlanta
4. Boston
5. San Francisco
6. Detroit
7. Nashville
8. The Wild West

### Deuxième saison (2014)
Le 30 octobre 2013, la série a été renouvelée pour une deuxième saison de dix épisodes diffusée depuis le 1er juillet 2014.
1. Montgomery
2. New York City
3. American Music
4. Baltimore
5. Charleston
6. Hollywood
7. Honolulu
8. Philadelphia
9. Sport Heroes
10. First Ladies

### Troisième saison (2015)
Le 25 juillet 2014, la série a été renouvelée pour une troisième saison, diffusée depuis le 1er septembre 2015.
1. New Jersey
2. Miami
3. New Orleans
4. Spies
5. Cleveland
6. Games
7. Oklahoma
8. Journalism
9. Los Angeles
10. New Mexico
11. Inventors
12. Las Vegas
13. Space

### Quatrième saison (2016)
Le 29 mars 2016, la série a été renouvelée pour une quatrième saison, diffusée depuis le 27 septembre 2016.
1. Great Escapes
2. Legends
3. Bar Fights
4. The Roosevelts
5. Scoundrels
6. Siblings
7. Landmarks
8. Food
9. Hamilton
10. Shit Shows

### Cinquième saison (2018)
En janvier 2017, la série est renouvelée pour une cinquième saison diffusée à partir du 23 janvier 2018.
1. Heroines
2. Dangerous Minds
3. Game Changers
4. Sex
5. Civil Rights
6. Underdogs
7. Drunk Mystery
8. World War II
9. Heists
10. Animals
11. The Middle Ages
12. Death
13. Halloween

### Sixième saison (2019)
En février 2018, la série est renouvelée pour une sixième saison, diffusée depuis le 15 janvier 2019.
1. Are You Afraid of the Drunk?
2. National Parks
3. Baseball
4. Trailblazers
5. Love
6. Drugs
7. Femmes Fatales
8. Drunk Mystery, Pt. 2
9. Derek Waters' Believe It Or Not
10. Legacies
11. Fame
12. Good Samaritans
13. Whistleblowers
14. Behind Enemy Lines
15. S.O.S.
16. Bad Blood

## Annulation
Le 26 août 2019, elle est renouvelée pour une septième saison. Quelques épisodes étaient en pré-production lors du début de la pandémie de Covid-19 en mars 2020. Comedy Central décide le 19 août 2020 d'annuler la série.

## Récompenses
- Primetime Emmy Awards : 2015 (gagnant), plusieurs nominations de 2016 à 2020.